# Startpopulation
Startpopulationen er den første generation af en art, der netop har slået sig ned i et nyt område, særligt på en ø. Den første generation er nødvendigvis ganske lille, og det betyder, at den arvelige variation er meget ringe. Man taler om, at efterkommerne af en startpopulation har været igennem et genetisk skred på grund af den flaskehals, der har sorteret deres arvemasse.
Startpopulationer er vigtige for studiet af øers biogeografi. Man finder ikke let en naturlig "tabula rasa", og derfor har forskningen været koncentreret om øer, som er blevet renset for alt liv ved en naturkatastrofe. Dels har man kunnet undersøge forholdene på vulkanøen Krakatau, der eksploderede i 1883, og hvor resterne af øen var uden liv lige efter katastrofen. Og dels har man studier i gang på den nyopdukkede vulkanske ø, Surtsey, der opstod fra havbunden imellem 1963 og 1967.